# Bouchetispira vitrea
Bouchetispira vitrea is een slakkensoort uit de familie van de Bouchetispiridae. De wetenschappelijke naam van de soort is voor het eerst geldig gepubliceerd in 2012 door Kantor, Strong & Puillandre.